# Leopold Schulz (Maler)

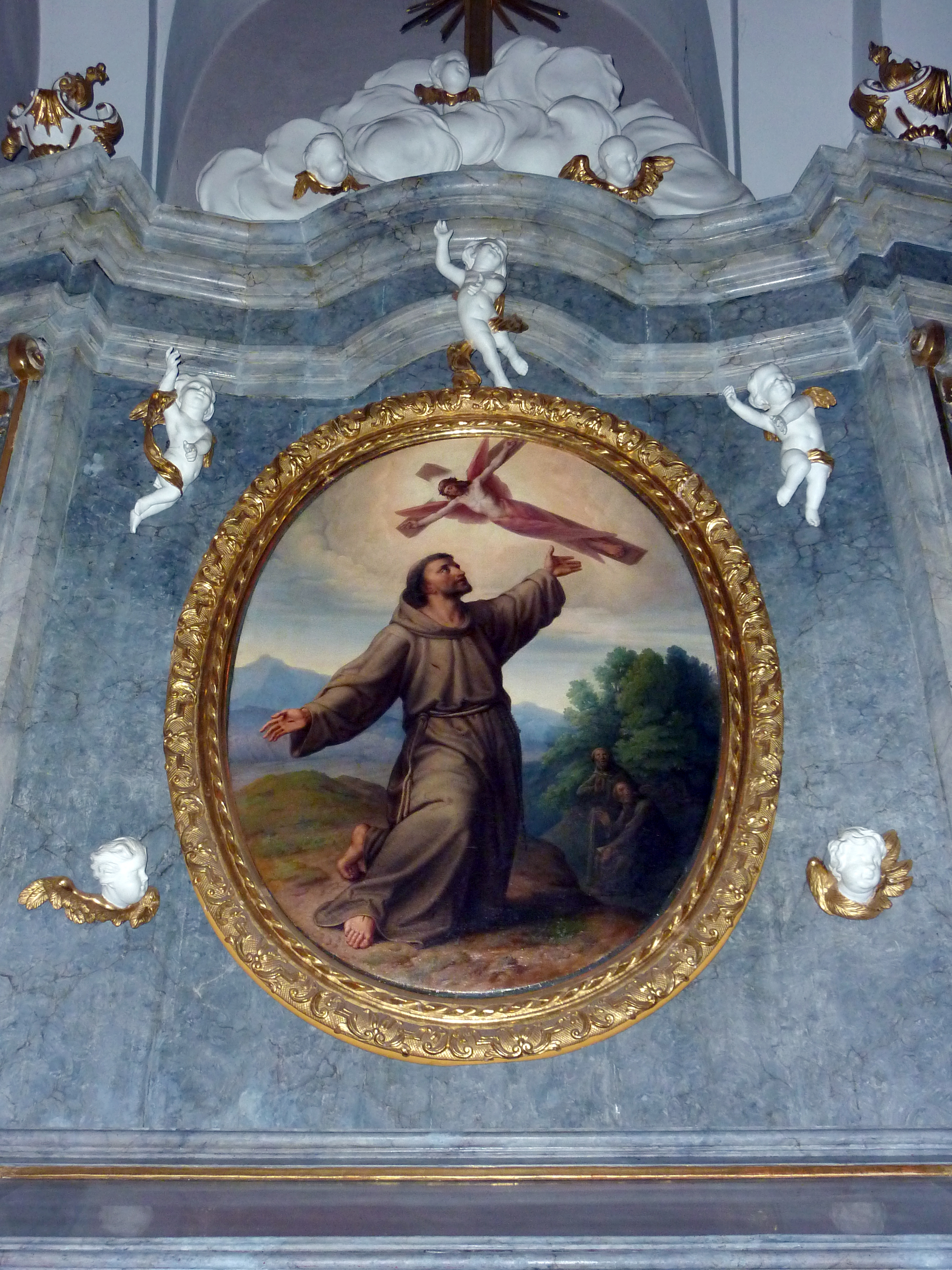
Bruck an der Leitha
Hl. Franz von Assisi

Leopold Schulz (* 25. Oktober 1804 in Wien; † 6. Oktober 1873 in Heiligenstadt, Niederösterreich) war ein österreichischer Kirchen- und Porträtmaler.

## Leben
Geboren als Sohn eines Porzellanmalers, studierte Leopold Schulz in den Jahren von 1817 bis 1826 an der Akademie der bildenden Künste Wien. Im Zeitraum von 1826 bis 1829 schuf er für das Stift Sankt Florian bei Linz einige Porträt- und Kirchenbilder.
Ab dem 24. März 1829 studierte er an der Königlichen Akademie der Künste in München bei Peter von Cornelius und Julius Schnorr von Carolsfeld.  Die Jahre 1830 und 1831 verbrachte Schulz in Rom und Neapel. Ab 1831 war er bei der Ausstattung der Münchner Residenz tätig, wo er nach den Zeichnungen von Julius Schnorr von Carolsfeld in Zusammenarbeit mit Johann Georg Hiltensperger, Ferdinand Johann von Olivier u. a. Wandmalereien ausführte.
Nach dem Umzug nach Wien wurde Schulz 1843 zum Kustos an der Gräflich Lambergschen Gemäldegalerie an der Akademie, 1844 zum Korrector an der Schule für Historienmalerei bei der k. k. Akademie der Künste und 1845 zum Professor und Lehrer des Freihandzeichnens ernannt. 1872 trat er in den Ruhestand. Als Anerkennung für seine Kunstleistungen wurde er 1872 zu seinem Ruhestand mit dem Ritterkreuz des Franz-Joseph-Ordens geehrt. 1869 wurde ihm bereits das Ritterkreuz des päpstlichen St. Gregor-Ordens verliehen.

## Werke
- Porträt des Papstes Gregor XVI., in Rom nach dem Leben gemalt, nach 1831
- Mittiges Hochaltarbild Sixtus II. in der Pfarrkirche Altenfelden, 1858

In Friedrich von Boettichers Malerwerke des 19, Jahrhunderts, Beitrag zur Kunstgeschichte sind die „Ölgemälde, Wand- und Deckengemälde, Zeichnungen und Cartons“ tabellarisch aufgeführt.